# 寺山修司
寺山修司（1935年12月10日—1983年5月4日），是日本的劇作家、歌人、詩人、作家、電影導演、賽馬評論家，在各種領域中皆有活躍的表現。

## 生平
寺山修司於1935年（昭和10年）12月10日出生於日本青森縣弘前市紺屋町，但是在戶籍上所記載的生日卻是1936年1月10日，根據寺山表示是因為「當時父親為了工作而忙碌，而母親生產後需要修養」才延遲了登記戶籍的時間。在寺山六歲時，全家搬遷到八戶市，但不久之後，隨著父親的出征作戰，寺山和母親再度搬遷到青森市，進入青森市瑪莉亞幼稚園（マリア幼稚園）就讀。
寺山所居住的青森市在1945年的青森空襲中被嚴重破壞，而他和母親居住的房子也幾乎完全被燒毀，於是暫時投靠母親住在六戶村（現：三澤市）的哥哥。之後在1948年，寺山進入古間木中學就讀，但數個月後隨即轉學到青森市立野脇中學。三年後（1951年），寺山進入青森縣立青森高等學校中就讀，在學校他加入了文學社團。高中畢業後，寺山考上早稻田大學教育學部的國語國文學科（日語）。這段期間寺山開始創作和歌，並在18歲那年獲得第二屆「短歌研究」新人獎。但一年後，寺山便休學了。
1963年，與九條映子結婚。
1967年，寺山與横尾忠则、東由多加、九條映子等人組成了實驗性劇團「天井棧敷」，以劇作家、詩人、歌人、演出家等身分活躍。寺山修司在藝術上表現手法，等同於西班牙達利、畢卡索的抽象主義、美國普普藝術安迪華荷，在當時保守的亞洲藝術界開啟前衛創作先端，也率先導航了日本視覺系藝術形成。
1969年，與芥正彦共同出版戲劇理論雜誌《地下演劇》。
1970年，擔任《明日之丈》中虛構人物力石徹的葬禮委員長，舉辦力石徹的葬禮。同年，與九條映子離婚。
1983年，寺山在居住地（東京都杉並區永福）的河北綜合醫院中因肝硬化逝世，享年48歲。寺山過世之後，當初天井棧敷的核心成員寺原孝明等人另外成立了演劇實驗室「萬有引力」，現在仍然活動中。而在青森縣的三澤市也設立了寺山修司紀念館。

## 作品

### 散文‧評論
- 誰人不思鄉（自叙伝らしくなく誰か故郷を想はざる, 1968）
- 幸福論（1969）
- 射集放映員：寺山修司電影評論集（映写技師を射て : 寺山修司映画論集, 1973）
- 死者之書：寺山修司評論集（1974）
- 不思議圖書館（1981）
- 幻想圖書館（1982）

### 和歌集
- 天空的書（空には本，1958年）
- 血與麥（血と麦，1962年）
- 死者田园祭（田園に死す，1965年）
- 餐桌上的荒野（テーブルの上の荒野，1971年，收錄於《寺山修司全歌集》）

### 句集
- 寺山修司青春歌集

### 小說
- 啊，荒野（あゝ、荒野，1966年）

### 作詞
- 彗星公主(1967)
- 不時感到孤苦無依（時には母のない子のように, 1969）
- 力石徹的主題曲(1971)

### 廣播劇腳本
- 啟示錄（黙示録, 1969）

### 劇團腳本
- 毛皮瑪莉（毛皮のマリー, 1967）
- 時代乘在馬戲團大象上（時代はサーカスの象にのって, 1969）
- 人力飛行機所羅門（人力飛行機ソロモン, 1970）
- 邪宗門（1971）
- 敲門（, 1975）：街頭劇場

### 電影劇本
- みな殺しの歌より　拳銃よさらば（1960年）
- 乾掉的湖（乾いた湖，1960年）
- 我的戀愛旅途（わが恋の旅路，1961年）
- 像夕陽一般通紅的我的臉（夕陽に赤い俺の顔，1961年）
- 用眼淚，作成獅子的縱髮（涙を、獅子のたて髪に，1962年）
- 初戀地獄篇（初恋・地獄篇，1968年）
- 無賴漢（無頼漢，1970年）
- 三壘（サード，1978年）
- 怪盗ジゴマ　音楽篇（1988年）

### 執導電影

#### 長片
- 抛掉书本上街去（書を捨てよ町へ出よう，1971年）
- 死者田园祭（田園に死す，1974年）
- 拳擊者（ボクサー，1977年）
- 上海異人娼館(1978年)
- 草迷宮（1979年、1983年）
- 再見，箱舟（さらば箱舟，1984年）

#### 短片
- 猫学（キャットロジー）
- 檻囚
- 番茄醬皇帝（トマトケチャップ皇帝）
- 猜拳戰爭（ジャンケン戦争）
- Rora（ローラ）
- 蝶服記
- 給青少年的電影入門（青少年のための映画入門）
- 迷宮譚
- 疱瘡譚
- 審判
- 父
- 橡皮擦（消しゴム）
- MARUDORORU之歌（マルドロールの歌）
- 一寸法師を記述する試み
- 二頭女―影の映画
- 書見機

### 註腳
1. ↑  『新潮日本文学アルバム　寺山修司』新潮社、1993年4月5日、44頁。ISBN 4-10-620660-9。

## 外部連結
- 三澤市 寺山修司記念館 （页面存档备份，存于）
- TERAYAMA WORLD （页面存档备份，存于）